# You Would Have Loved This
You Would Have Loved This è un singolo della cantante finlandese Tarja Turunen, pubblicato nel 2006.

## Tracce
1. You Would Have Loved This (Radio version)
2. Walking In The Air (Classical version)
3. You Would Have Loved This (Single Version)